# Nicolò Guidi di Bagno

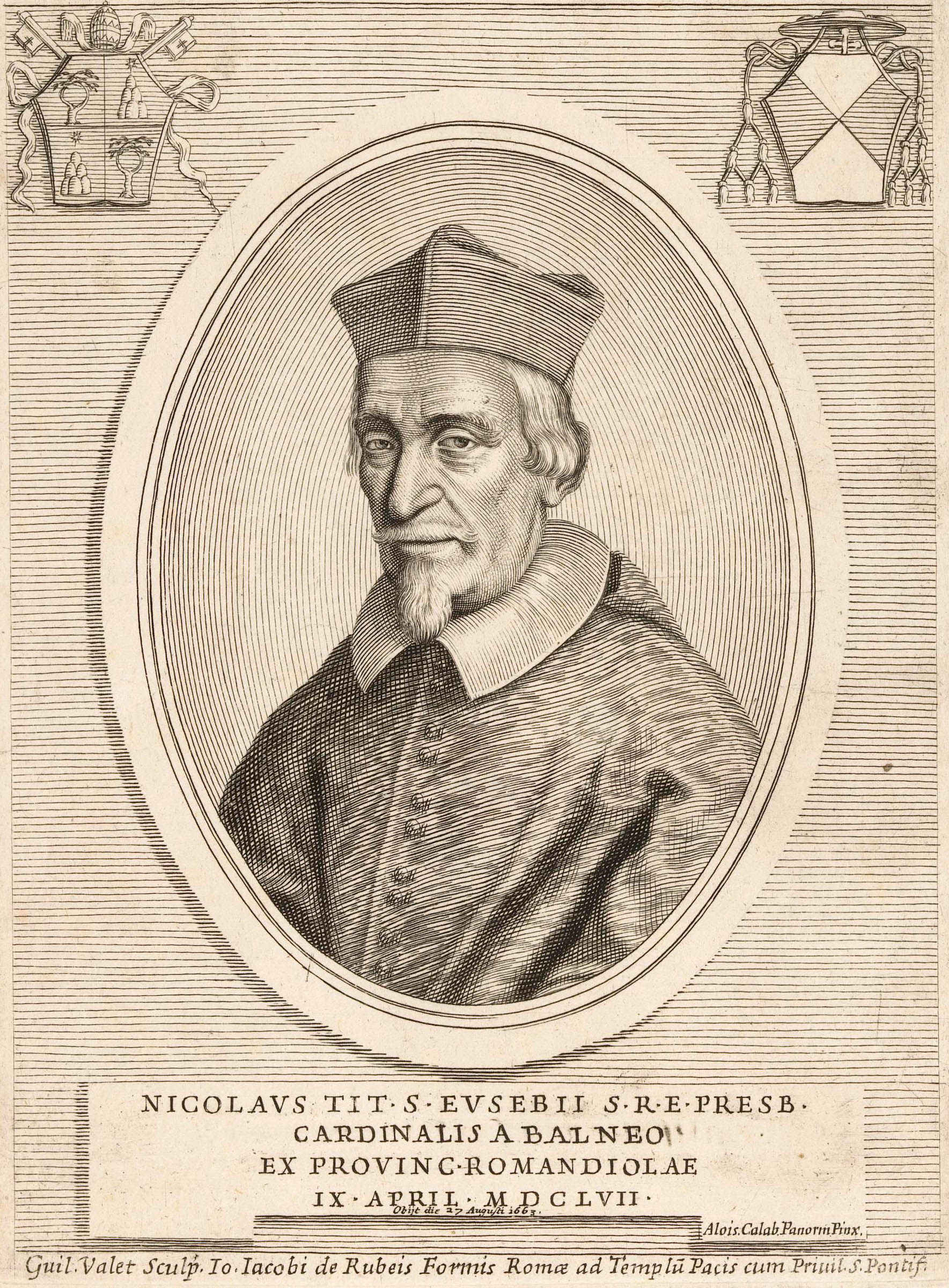
Nicolò Guidi di Bagno

Nicolò Guidi di Bagno (* um 1583 in Mantua oder 1584 in Rimini; † 23. August 1663 in Rom) war ein italienischer Heerführer, katholischer Erzbischof und Kardinal.

## Leben

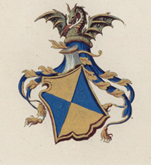
Familienwappen der Guidi di Bagno

Er wurde je nach Quelle um 1583 in Mantua oder 1584 in Rimini als Sohn von Laura Colonna und Fabrizio Guidi di Bagno geboren.
Er begann ein Studium der Geisteswissenschaften, das er aufgab, um eine militärische Laufbahn zu ergreifen. Im Jahr 1607 sollte er für den Kirchenstaat gegen die Republik Venedig kämpfen. Dieser Konflikt wurde jedoch auf diplomatischen Weg beigelegt. Danach diente er in der spanischen Armee gegen die Truppen des Herzogs von Savoyen. Nicolò wollte in den Diensten Philipps III. bleiben und begab sich 1618 an den Hof von Madrid. Nach seiner Rückkehr nach Italien setzte er seine militärische Karriere in der Armee des Kirchenstaats fort und war 1624 im Kampf um das Veltlin beteiligt. Von Papst Urban VIII. wurde er zum General der päpstlichen Truppen in Ancona ernannt.
Durch den Tod seiner Frau Theodora im Juli 1633 wurde er auf seine Lehen in der Romagna zurückgerufen. Dort blieb er jedoch nicht lange und wurde 1636 zum „Generalleutnant der Waffen“ von Ferrara, Bologna und der Romagna ernannt, der als dritthöchstes militärisches Amt des Kirchenstaates galt.
Nach dem Tod seines Bruders Giovanni Francesco gab er seine militärische Karriere auf und führte seine Studien fort. Kurz danach fiel seine Entscheidung für eine kirchliche Laufbahn. Am 14. März 1644 erfolgte seine Wahl zum Titularerzbischof von Athenae. Die Bischofsweihe erfolgte am 29. März desselben Jahres in der Kapelle Pius V. im Vatikanpalast durch Kardinal Antonio Barberini. Im darauffolgenden April wurde er zum Apostolischen Nuntius in Frankreich ernannt. Dieses Amt hatte er bis 5. Dezember 1656 inne.
Papst Alexander VII. erhob ihn im Konsistorium vom 9. April 1657 zum Kardinal mit dem Rang eines Kardinalpriesters. Den roten Hut und Sant’Eusebio als Titelkirche erhielt er am 23. April 1657. Ein Jahr später, am 28. Mai 1658 wurde er als Erzbischof ad personam nach Senigallia versetzt. Sein Rücktritt von diesem Amt erfolgte am 1. September 1659.
Er starb im Alter von 80 Jahren in Rom und wurde in der Kirche der Kapuziner in Rom beigesetzt.

## Nachkommen
Um 1620 heiratete er Teodora Gonzaga (?–1633) aus der Familie der Marchesi von Palazzolo und hatte fünf Töchter und zwei Söhne:
- Teodora, Nonne
- Laura, Nonne
- Giovanna Francesca, Nonne
- Barbara
- Fabrizio (?–1646), Heerführer
- Porzia (?–1672) Verheiratet mit Marchese Bosio Calcagnini, nach dessen Tod mit Vincenzo Gonzaga, Herzog von Guastalla
- Lodovico (?–1664)